# ماريا شنايدر (ملحنة)
ماريا شنايدر (بالإنجليزية: Maria Schneider)‏ هي ملحنة أمريكية، ولدت في 27 نوفمبر 1960 في ويندوم في الولايات المتحدة.

## وصلات خارجية
- الموقع الرسمي
- ماريا شنايدر على موقع الموسوعة البريطانية (الإنجليزية)
- ماريا شنايدر على موقع ميوزك برينز (الإنجليزية)
- ماريا شنايدر على موقع أول ميوزيك (الإنجليزية)
- ماريا شنايدر على موقع ديسكوغز (الإنجليزية)